# Riyas Komu

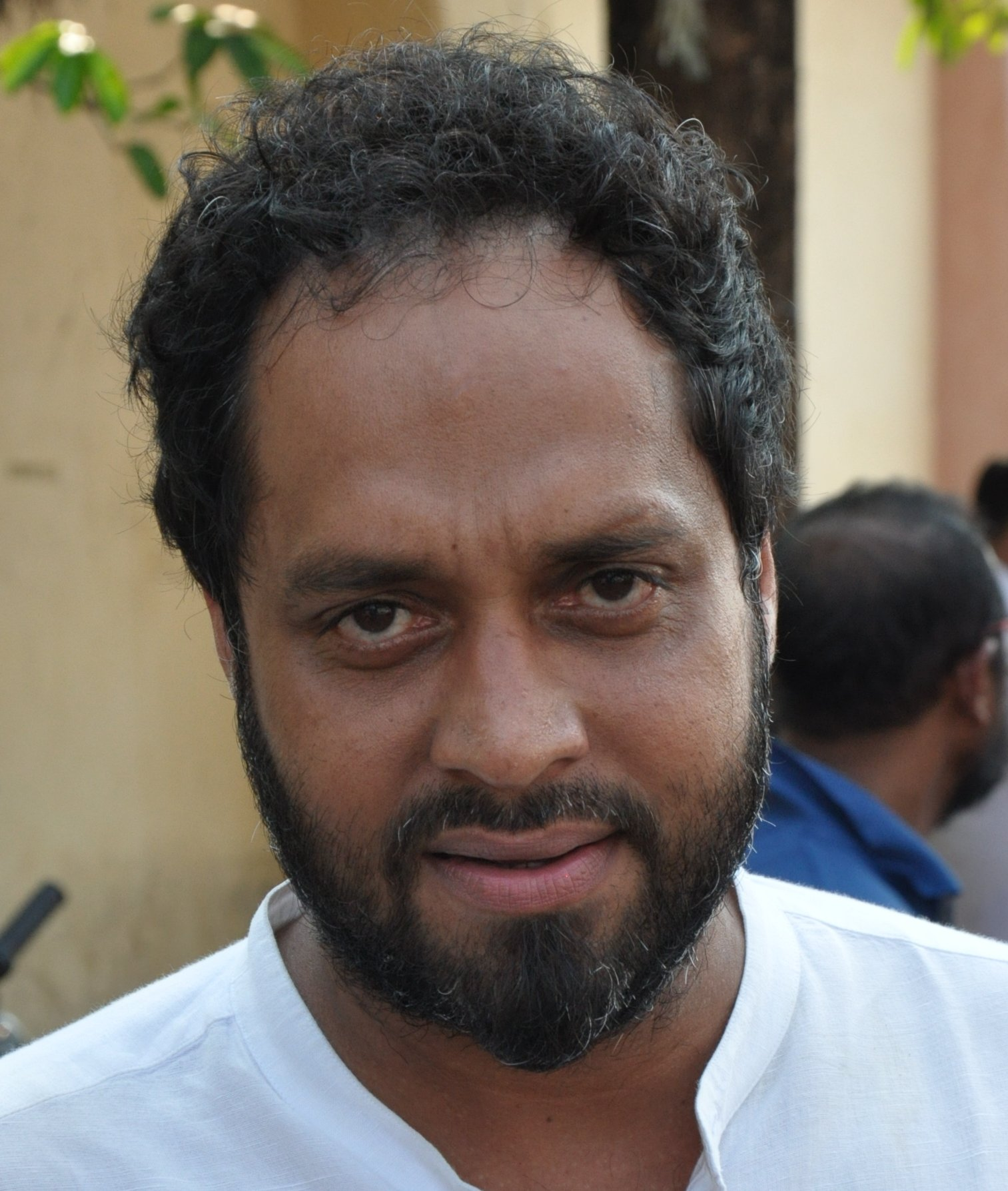
Riyas Komu, 2013

Riyas Komu, auch Riyaz Komu, (* 1971 im Distrikt Thrissur, im Bundesstaat Kerala, Indien) ist ein indischer Künstler und Bildhauer.

## Leben
Komu ging 1992 nach Bombay um Literatur zu studieren. 1997 errang er den Titel Bachelor of Arts und 1987 den Master of Arts an der dortigen Sir Jamsetjee Jeejebhoy School of Art. Seine Ausstellungstätigkeit umfasst nationale und internationale Gemeinschafts- und Soloausstellungen.

## Auszeichnungen und Preise
- 2010: Kerala Lalit Kala Academy Academy Fellowship für das gesamte Jahr.
- 1999: Critic's Choice der National Gallery of Modern Art in  Mumbai.
- 1996: Bombay Art Society Award.
- 1995: Maharashtra State Art Prize.

## Ausstellungen
- GA = Gemeinschaftsausstellungen, EA= Einzelausstellungen

- 2011: Paris-Delhi-Bombay, Centre Pompidou; GA, Paris.[1]
- 2010: Inside India, Palazzo Saluzzo di Paesana, Turin, Italien; GA.
- 2010: Safe to Life, Azad Art Gallery, Teheran, Iran; SA.
- 2009: Riyas Komu, Sakshi Art Gallery, Mumbai, Indien; SA.
- 2008: Riyas Komu. Related List, Bodhi Gallery, Berlin; EA.
- 2008: India Crossing, Studio la Città, Verona, Italien; GA.
- 2007: Annual Show, Sakshi Art Gallery, Mumbai; GA.
- 2007: 52. Biennale di Venezia, Venedig; GA.
- 2007: Mark Him (first half), The Guild Art Gallery, Mumbai; EA.
- 2006: Systematic Citizen, Palette Art Gallery, Neu-Delhi, Indien; EA. Katalog.
- 2005: On Difference #2, Württembergischer Kunstverein Stuttgart; GA
- 2005: Grass, Fotografien, The Guild Art Gallery, Mumbai; EA.
- 2004: Mumbai × 17, Kashi Art Gallery, Cochin, Indien; GA.
- 2003: 2D/3D, Visual Art Center, Hongkong; GA.
- 2002: Creative Space, Sakshi Art Centre, Mumbai; EA.
- 1999/2000: Ideas and Images, National Gallery of Modern Art Mumbai; GA.
- 1998: He Used to Believe that EMS Planted Coconut Tree in Karala, Installation, Sir JJ School of Art, Mumbai; EA.